# Gone Girl (film)
Gone Girl är en amerikansk psykologisk thrillerfilm baserad på boken med samma namn, i regi av David Fincher efter ett manus av Gillian Flynn, som även skrev boken. Huvudrollerna spelas av Ben Affleck och Rosamund Pike. Filmen handlar om paret Nick och Amy Dunne. När den femte bröllopsdagen ska firas försvinner Amy under mystiska omständigheter. Misstankar om mord undersöks och Nick blir misstänkt för brottet.
Gone Girl visades först på filmfestivalen i New York och hade sedan biopremiär den 3 oktober 2014.

## Rollista (i urval)
- Ben Affleck – Nick Dunne
- Rosamund Pike – Amy Elliott-Dunne
- Neil Patrick Harris – Desi Collings
- Tyler Perry – Tanner Bolt
- Carrie Coon – Margo "Go" Dunne
- Kim Dickens – Rhonda Boney
- Patrick Fugit – James Gilpin
- Casey Wilson – Noelle Hawthorne
- Missi Pyle – Ellen Abbott
- Sela Ward – Sharon Schieber
- Emily Ratajkowski – Andie
- Kathleen Rose Perkins – Shawna Kelly
- Lisa Banes – Marybeth Elliott
- David Clennon – Rand Elliott
- Scoot McNairy – Tommy O'Hara
- Boyd Holbrook – Jeff
- Lola Kirke – Greta
- Cyd Strittmatter – Maureen Dunne
- Leonard Kelly-Young – Bill Dunne

## Produktion
En av filmens producenter, Leslie Dixon, läste ett manus till romanen under 2011 och uppmärksammade detta för Reese Witherspoon i december samma år. Witherspoon och Dixon samarbetade sedan med Bruna Papandrea för att producera en filmatisering. De anlitade Gillian Flynn som manusförfattare, medan David Fincher skulle  regissera.
Inspelningen påbörjades den 15 september 2013 i Cape Girardeau, Missouri, och några scener spelades in i Los Angeles. Filmandet pågick under fem veckor. Den 21 januari 2014 meddelade Trent Reznor genom Twitter att han och Atticus Ross kommer att komponera musiken.

## Mottagande
Filmen fick positiva recensioner från flera filmkritiker.
Rotten Tomatoes rapporterade att 88 procent, baserat på 247 recensioner, hade gett filmen en positiv recension och satt ett genomsnittsbetyg på 8 av 10. På Metacritic nådde filmen genomsnittsbetyget 79 av 100, baserat på 49 recensioner.

### Recensioner i Sverige
MovieZine gav filmen 4 av 5 i betyg och beskrev den som: "En grym karaktärsstudie som snabbt går från vardagsmelodram till isande psykothriller. Fincher styr skeppet med van hand – rakt ner i mörkret, men så långt som till "Sevens" nivå når inte "Gone Girl", vare sig vad gäller djupet i de svartaste hålen eller det geniala i de mest lysande topparna." På Kritiker.se har filmen medelbetyget 3,6/5, baserat på 22 recensioner.